# Džiró Horikoši

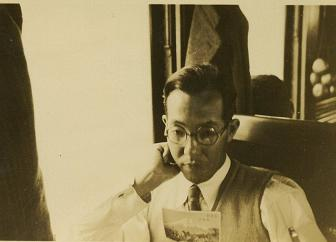
Horikoši (říjen 1938)

Džiró Horikoši (japonsky: 堀越 二郎, Horikoši Džiró; 22. června 1903 – 11. ledna 1982) byl japonský letecký konstruktér, který pracoval pro společnost Mitsubishi. Proslavil se zejména konstrukcí úspěšného stíhacího letounu druhé světové války Micubiši A6M (Zero). V roce 2013 byl podle životních osudů Džiró Horikošiho natočen celovečerní animovaný film Zvedá se vítr.

## Raný život
Horikoši se narodil v roce 1903 poblíž města Fudžioka v japonské prefektuře Gunma. Horikoši vystudoval nově založené letecké středisko (Kókú kenkjúdžo) v rámci strojní fakulty Tokijské univerzity a svou kariéru zahájil ve společnosti Mitsubishi Internal Combustion Engine Company Limited, která se později stala Mitsubishi Heavy Industries, Nagoya Aircraft Manufacturing Plant.

## Kariéra inženýra
Jednou z prvních prací Horikošiho byl vadný experimentální letoun Mitsubishi 1MF10, který po několika letových zkouškách nikdy neprošel stádiem prototypu. Zkušenosti získané z této konstrukce však vedly k vývoji mnohem úspěšnějšího letounu Mitsubishi A5M (spojenecké kódové označení "Claude"), který se v roce 1936 dostal do sériové výroby.
V roce 1937 byli Horikoši a jeho tým u Mitsubishi požádáni, aby navrhli prototyp 12 (odpovídající 12. roku éry Šówa). Prototyp 12 byl dokončen v červenci 1940 a byl přijat japonským císařským námořnictvem. Protože rok 1940 byl v Japonsku rokem 2600, byla nová stíhačka pojmenována jako "Model 00", "Zero" nebo A6M Zero, v Japonsku známý také jako "Rei-sen" (doslova znamená "nulový boj", zkráceně Model zero stíhací letoun). Následně se podílel na konstrukci mnoha dalších stíhaček vyráběných společností Mitsubishi, včetně Mitsubishi J2M Raiden ("Thunderbolt") a Mitsubishi A7M Reppu ("Strong gale").

## Druhá světová válka

### Pearl Harbor
Přestože měl Mitsubishi úzké vazby na japonskou armádu a přímo se podílel na přípravě na druhou světovou válku, byl Horikoši silně proti tomu, co považoval za zbytečnou válku. V roce 1956 byly zveřejněny úryvky z jeho osobního deníku z posledního roku války, které jasně vyjadřovaly jeho postoj:
Když jsme se ráno 8. prosince 1941 probudili, zjistili jsme, že jsme - aniž bychom to tušili - zapleteni do války... Od té doby většina z nás, kteří skutečně pochopili úžasnou průmyslovou sílu Spojených států, nikdy skutečně nevěřila, že Japonsko tuto válku vyhraje. Byli jsme přesvědčeni, že naše vláda má jistě na mysli nějaká diplomatická opatření, která by konflikt zastavila dříve, než se situace stane pro Japonsko katastrofální. Nyní však, zbaveni jakéhokoli silného vládního kroku, který by hledal diplomatické východisko, jsme hnáni do záhuby. Japonsko je ničeno. Nemohu [dělat] nic jiného než obviňovat vojenskou hierarchii a zaslepené politiky u moci, že Japonsko zavlekli do tohoto pekelného kotle porážky.

### Zemětřesení
Dne 7. prosince 1944 přinutilo silné zemětřesení v oblasti Tokai společnost Mitsubishi zastavit výrobu letadel ve svém závodě v Ohimači v Nagoji. Nálet letounů B-29 na továrnu na výrobu motorů Mitsubishi v Daiko-cho v Nagoji o týden později způsobil rozsáhlé škody v továrně a vážné omezení výroby. Horikoshi, který byl v Tokiu na konferenci s důstojníky císařského námořnictva, kde se jednalo o novém stíhacím letounu Reppu, se vrátil do Nagoje 17. září, aby následujícího dne zažil další nálet na továrny Mitsubishi. V důsledku náletu společnost evakuovala své stroje a inženýry na předměstí východní Nagoji. Horikoshi a strojírenské oddělení byli znovu ubytováni v budově školy, která byla zrekvírována.

### Nemoc
Vyčerpaný a přepracovaný Horikoši onemocněl 25. prosince zánětem pohrudnice a počátkem dubna zůstal upoután na lůžko. Během této doby podrobně zaznamenal hrůzy sílících náletů na Tokio a Nagoju, včetně ničivého zápalného náletu na Tokio v rámci operace Meetinghouse ve dnech 9. a 10. března. Následující noc zničil masivní nálet na Nagoju, při němž letouny B-29 svrhly "desítky tisíc zápalných bomb", většinu převážně dřevěného města. Dne 12. března Horikoši poslal většinu své rodiny, včetně své staré matky, dětí a švagra, do své rodné vesnice poblíž Takasaki, aby byl v bezpečí před bombardováním, ačkoli jeho žena s ním zůstala v Nagoji[2]: 397-402 
Ačkoli byl Horikoši značně oslaben svou dlouhou nemocí, vrátil se v květnu do práce ve společnosti Mitsubishi. Byl přidělen do závodu č. 1 společnosti, který se nacházel v Macumotu v prefektuře Nagano. Během cesty vlakem do Macumota se stal svědkem skutečného rozsahu dopadů války na Nagoju:

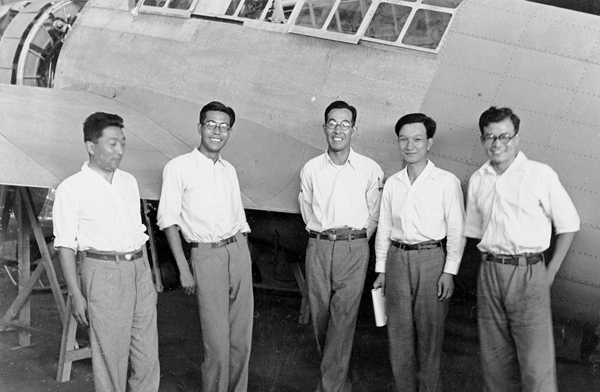
Horikoši (uprostřed) a členové konstrukčního týmu A6M1, Mitsubishi Heavy Industries (červenec 1937)

Poprvé jsem skutečně viděl dopady zápalných náletů na Nagoju. Město je pustina, ohořelé a nevýslovně zpustošené. Z mé bývalé továrny jsou přízračné, ocelovými žebry pokryté trosky, rozbité bombami a roztrhané rozháněcími četami. Je těžké uvěřit, že je to všechno pravda. Věděl jsem, že se brzy uzdravím. Kupodivu jsem však neměl velkou chuť vrátit se do práce. Dojem z rozbitého města a zničených továren mě neopustí.
Stále velmi zesláblý Horikoši byl poslán domů, aby si odpočinul, a to již po týdnu návratu do práce. Vrátil se do rodného města, kde se znovu připojil ke své rodině a odpočíval celý červenec. Do svého deníku si zaznamenal, jak stále slyšeli vzdálené výbuchy, když Spojenci bombardovali nedaleké Takasaki a Maebaši. V posledních měsících války zaznamenal Horikoši propad Japonska do chaosu a vyčerpání. Ačkoli se 22. července vrátil do práce v továrně v Macumotu, protože Macumoto bylo náletů ušetřeno, zjistil, že zaměstnanci jsou demoralizovaní a provoz je v důsledku nouzové evakuace, která rozptýlila zaměstnance a dílny po celé zemi, v chaosu. Většina zbývajících zaměstnanců Mitsubishi zanechala počátkem srpna veškerých snah o práci a připravovala se na porážku a kapitulaci Japonska, k níž došlo 15. srpna, šest dní po atomovém bombardování Nagasaki.

## Život po válce
Po válce se Horikoši společně s Hidemasou Kimurou podílel na konstrukci letounu YS-11. Následně opustil společnost Mitsubishi a vyučoval ve vzdělávacích a výzkumných institucích. V letech 1963-1965 přednášel na Institutu kosmonautiky a letectví Tokijské univerzity a následně byl v letech 1965-1969 profesorem na Národní akademii obrany. V letech 1972 až 1973 byl profesorem na Technické fakultě Nihonské univerzity.
V roce 1956 Horikoši spolupracoval na knize o letounu Zero s Okumijou Masatake, generálem JASDF a bývalým velitelem císařského námořnictva, který za války vedl stíhací letky Zero. Kniha vyšla v USA v roce 1956 pod názvem Zero: The Story of Japan's Air War in the Pacific (Zero: Příběh japonské letecké války v Pacifiku).

## Pozdější život
Počátkem 70. let byl v částečném důchodu, působil jako poradce společnosti japonských leteckých konstruktérů a nadále dostával dopisy od leteckých nadšenců z celého světa. Při své cestě do New Yorku se vydal na Long Island a ubytoval se v hotelu Garden City, kde strávil noc před svým sólovým transatlantickým letem v roce 1927 Charles Lindbergh.
Na podzimním seznamu vyznamenání z roku 1973 byl Horikošimu za jeho úspěchy udělen Řád vycházejícího slunce třetí třídy. Jeho paměti týkající se vývoje stíhacího letounu Zero vyšly v Japonsku v roce 1970 a byly přeloženy nakladatelstvím University of Washington Press pod názvem Eagles of Mitsubishi: The Story of the Zero Fighter, která vyšla v angličtině v roce 1981.
Horikoši zemřel na zápal plic v tokijské nemocnici 11. ledna 1982 ve věku 78 let. O jeho nekrologu informovalo několik významných novin po celém světě. Posmrtně byl povýšen na čtvrtou hodnost v pořadí. Zůstalo po něm pět dětí, z nichž žádné nepokračovalo v kariéře leteckého konstruktéra nebo inženýra.